# پیتا ون دیشوک
پیتا ون دیشوک (انگلیسی: Pieta van Dishoeck؛ زادهٔ ۱۳ مه ۱۹۷۲) ورزشکار روئینگ اهل پادشاهی هلند است.
وی در مسابقات کشوری و بین‌المللی در مجموع برندهٔ ۲ مدال نقره شده‌است.